# 이어그라이현
이어그라이현(베트남어: Huyện Ia Grai)은 베트남 중부 고원 지방 잘라이성의 현이다.

## 행정 구역
이어그라이현은 1시진, 12사를 관할하고 있다.

### 시진
- 라카 시진 (Thị trấn Ia Kha, 亞卡市鎭)

### 사
- 이어바 사 (Xã Ia Bă, 亞巴社)
- 이어찌아 사 (Xã Ia Chia, 亞節社)
- 이어데 사 (Xã Ia Dêr, 亞耶社)
- 이어그랑 사 (Xã Ia Grăng)
- 이어흐룽 사 (Xã Ia Hrung)
- 이어카이 사 (Xã Ia Khai, 亞開社)
- 이어끄라이 사 (Xã Ia Krai)
- 이어오 사 (Xã Ia O, 亞奧社)
- 이어뻭 사 (Xã Ia Pếch, 亞備社)
- 이어사오 사 (Xã Ia Sao, 亞梢社)
- 이어또 사 (Xã Ia Tô, 亞多社)
- 이어욕 사 (Xã Ia Yok, 亞杳社)